# Palabras de inducción de sonrisas
Las palabras de inducción de sonrisas son utilizadas por los fotógrafos cuando quieren llamar la atención de las personas a fotografiar, con el fin de que salgan aparentemente sonriendo. Al decir palabras como «whisky» (en Latinoamérica) o «patata» (en España) la mueca formada por la boca simula una cara de sonrisa, felicidad o emoción.
Muchas fuentes recomiendan la palabra ''Pocky'' por su pronunciación. La sílaba “po” ayuda a fortalecer los músculos de la boca, mientras que para pronunciar “cky” se necesitan activar los músculos de los ojos, lo que ayuda en combinación a crear una sonrisa más sincera.

## Palabras de inducción de sonrisas en otros idiomas
- Países angloparlantes: «say "cheese"» (Digan queso)
- La mayoría de países hispanoamericanos: «di/diga/digan "whisky"»
- España: «di/decid/diga "patata" (donde es fundamental abrir bien la boca)» o «Mirar al pajarito». En otras zonas, como Cataluña: «Lluís».
- Bulgaria: «zele» (col).
- Brasil: «Digam X» (digan equis) (la letra equis en portugués es /ʃis/).
- China: 茄子 (qie2zi) (berenjena). En Hong Kong, la frase es «一,二,三» («yat yi saam»), que significa «1, 2, 3».[1]
- Croacia: «ptičica» (pájaro pequeño)
- República Checa: «sýr» (queso)
- Dinamarca: «Sig appelsin» (digan naranja)
- Finlandia: «Muikku», una especie de pez.
- Francia y otros países francófonos: «ouistiti» (tití).
- Alemania: se usan palabras de alimentos, como «espaguetis», «Käsekuchen» (Pastel de queso) o «Wurst», con el objetivo de hacer reír a los niños.
- Hungría: «Itt repül un kis madár» (aquí vuela el pajarito) o «digan queso».
- India: «paneer», aunque también dicen «hari» (hindi: पनीर)
- Italia: «di'/dite cheese» (di/digan cheese, que significa queso)
- Marruecos: «Khbiz» (pan)
- Irán: «سیب» (saib), que significa «manzana».
- Israel: «תגידו צ'יז» (tagidu tshiz), que significa «digan queso».
- Japón: «Sei, No...» (Preparados, listos...). También チーズ (chīzu), que significa «queso».
- Corea: «kimchi»[2]
- Países Bajos: «Lach eens naar het vogeltje» (Sonrían al pajarito). También se dice la palabra «queso» en inglés (cheese).
- Nigeria: Muchos fotógrafos invitan a decir «queso» en inglés o hacen una cuenta de tres.
- Portugal: «Olha o passarinho» (miren al pajarito).
- Rusia: La palabra «queso» en inglés o a veces la palabra rusa «сыр» (pronunciada «sir») que también significa queso. También «Скажи изюм» (pronunciado Skazhi izyum), que significa «Digan pasas» (utilizado como título de una novela de 1983 de Vasily Aksyonov).
- Serbia: «птичица» (pajarito) que suena «pteecheetsa».
- Eslovaquia: «syr» (queso).
- Suecia: «Säg omelett» (digan omelette).
- Turquía: «Peynir» (queso)
- Vietnam: «2... 3... Cười lên nào!» (2... 3... ¡sonrisa!). Y a veces «i...i...i...».